# Conjunt arqueològic dels dòlmens d'Antequera
El Conjunt arqueològic dels dòlmens d'Antequera és un Bé cultural en sèrie format per tres monuments culturals (dolmen de Menga, dolmen de Viera i dolmen de El Romeral) i dos monuments naturals (la Peña de los Enamorados i la muntanya del Torcal de Antequera) situats en el municipi d'Antequera, a la província de Màlaga. La institució cultural responsable de la seva tutela és el Conjunt Arqueològic Dòlmens d'Antequera. El conjunt fou declarat Patrimoni Mundial de la UNESCO el 2016, com a primer conjunt megalític de l'Europa continental.

## Valor universal excepcional
Perquè un bé sigui declarat Patrimoni de la Humanitat ha de demostrar que conté un valor universal excepcional, és a dir, que té una importància extraordinària que transcendeix les fronteres nacionals i és d'interès per a les generacions actuals i futures de la humanitat.
La UNESCO exigeix la justificació d'almenys un dels sis criteris marcats per al patrimoni cultural per la Convenció sobre la Protecció del Patrimoni Mundial Cultural i Natural (1972) per demostrar el valor universal excepcional del bé. La proposta dels dòlmens de Antequera es basa en un d'ells (i), i el Consell Internacional dels Monuments i Llocs Històrics en el seu informe definitiu n'incorpora dos més (iii, iv).
- Criteri (i): «representar una obra mestra de l'enginy creador humà»

El dolmen de Menga representa una obra mestra de l'arquitectura puntellada megalítica (tradició atlàntica), única per les enormes dimensions que porten al límit constructiu la tipologia de sepulcre de corredor, incorporant una solució inèdita de pilars intermedis; d'igual manera, el dolmen d'El Romeral complementa el catàleg de construccions megalítiques amb una solució bovada per aproximació de filades a base de maçoneria (tradició mediterrània).
- Criteri (iii): «aportar un testimoniatge únic, o almenys excepcional, sobre una tradició cultural o una civilització viva o desapareguda»

Tant el dolmen de Menga com el d'El Romeral presenten orientacions anòmales, com posa de manifest el professor Michael Hoskin quan constata que el 99,99% dels dòlmens de l'arc mediterrani tenen una orientació de tipus celeste, és a dir, vinculada a la sortida del sol a l'alba dels equinoccis (com el dolmen de Viera). No obstant això, Menga s'orienta al perfil antropomorf de la Peña de los Enamorados, i concretament a l'abric del Matacabras, on s'han localitzat pintures rupestres. Per la seva banda, El Romeral s'orienta a la serra del Torcal, on està la cova del Toro (orientació terrestre) i al migdia del sol en el solstici d'hivern (orientació celeste). A més, en aquest eix Menga-La Peña està situat El Romeral. D'aquesta manera, els dòlmens d'Antequera construeixen un paisatge megalític únic per la singular relació intrínseca que estableixen amb els elements naturals.
- Criteri (iv): «ser un exemple eminentment representatiu d'un tipus de construcció o de conjunt arquitectònic o tecnològic, o de paisatge que il·lustri un o diversos períodes significatius de la història humana».

Els tres monuments megalítics són reflex d'una etapa de la història de la humanitat en la qual es van construir els primers monuments cerimonials a l'Europa occidental, segons les dues grans tradicions constructives del megalitisme (llinda i volta per aproximació de filades). Es tracta d'una proposta original en la llista del Patrimoni Mundial, ja que no es un bé mixt, en què als valors culturals d'uns béns se'n sumarien els naturals dels altres, sinó d'una integració conscient i d'estret diàleg entre l'arquitectura megalítica i el paisatge. Es produeix un fenomen de «monumentalització paisatgística» pel qual les fites naturals adquireixen el valor de monuments mentre que les construccions es presenten sota l'aparença de paisatge natural.
Finalment, l'autenticitat dels megàlits està contrastada quan nombrosos investigadors coincideixen en l'adscripció al Neolític de Menga (arquitectura puntellada) i al Calcolític del Romeral (arquitectura arcada per aproximació de filades); i la integritat també queda demostrada en mantenir tots els seus elements constitutius en bones condicions de conservació.

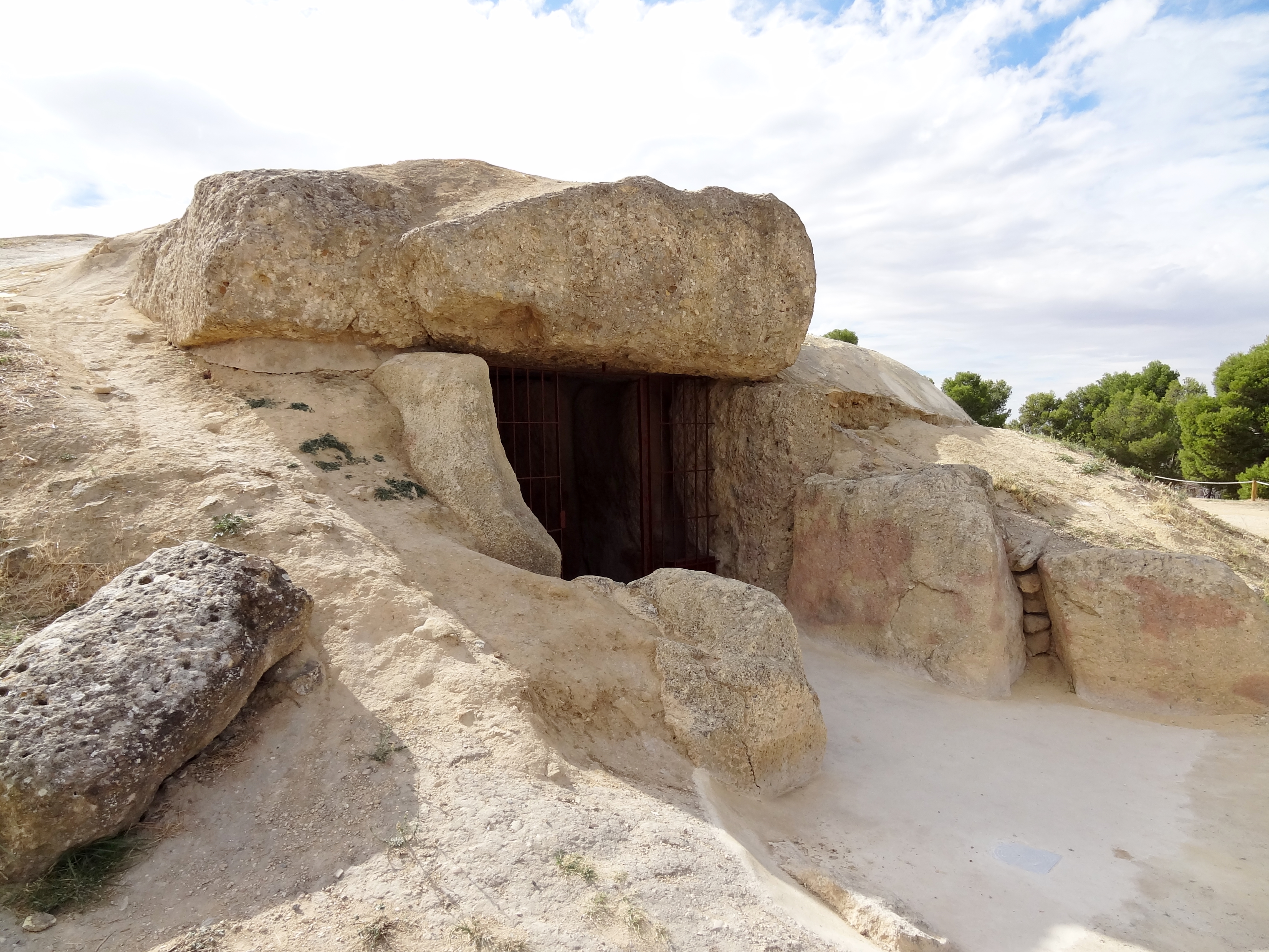
Dolmen de Menga
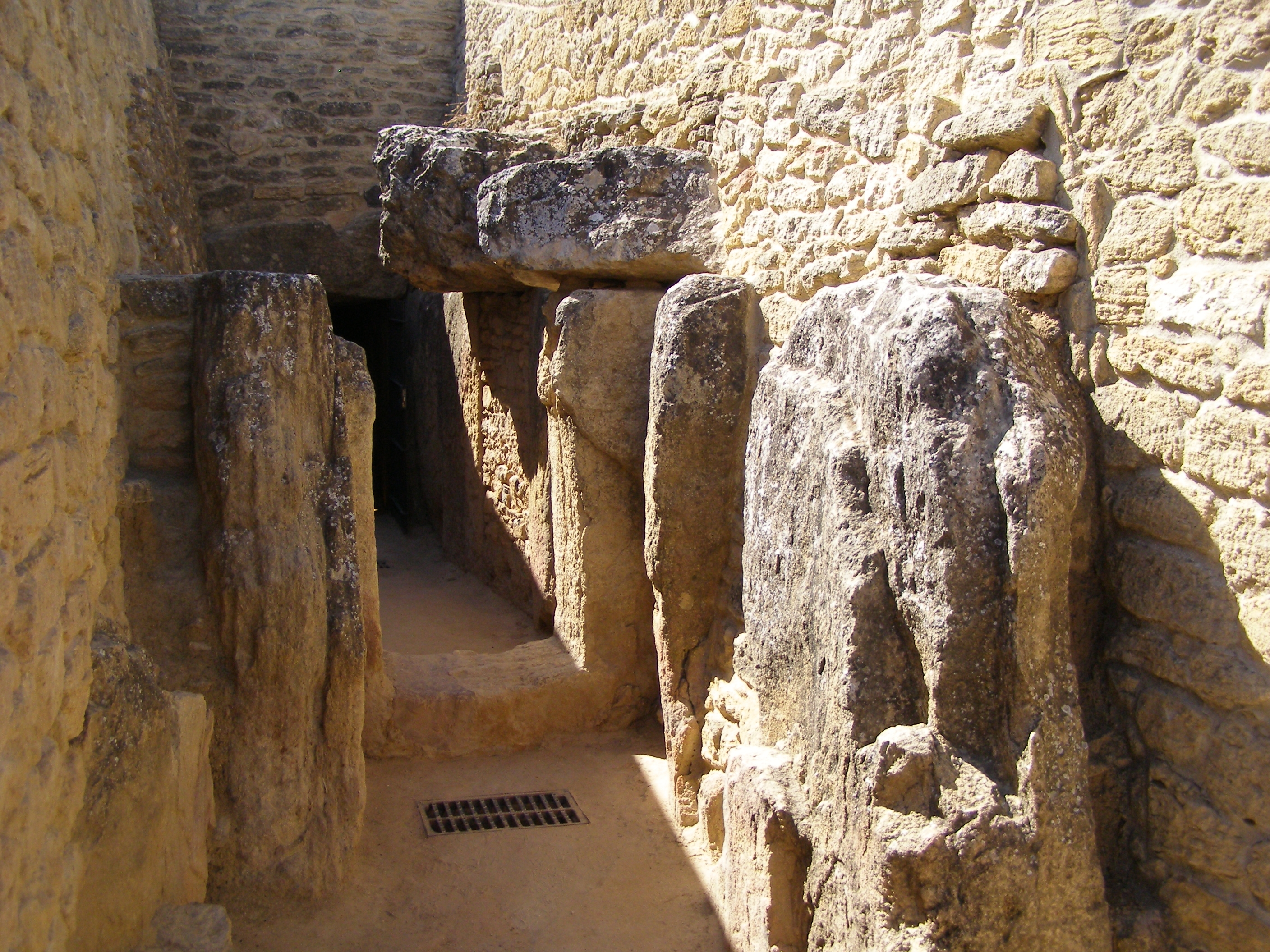
Dolmen de Viera
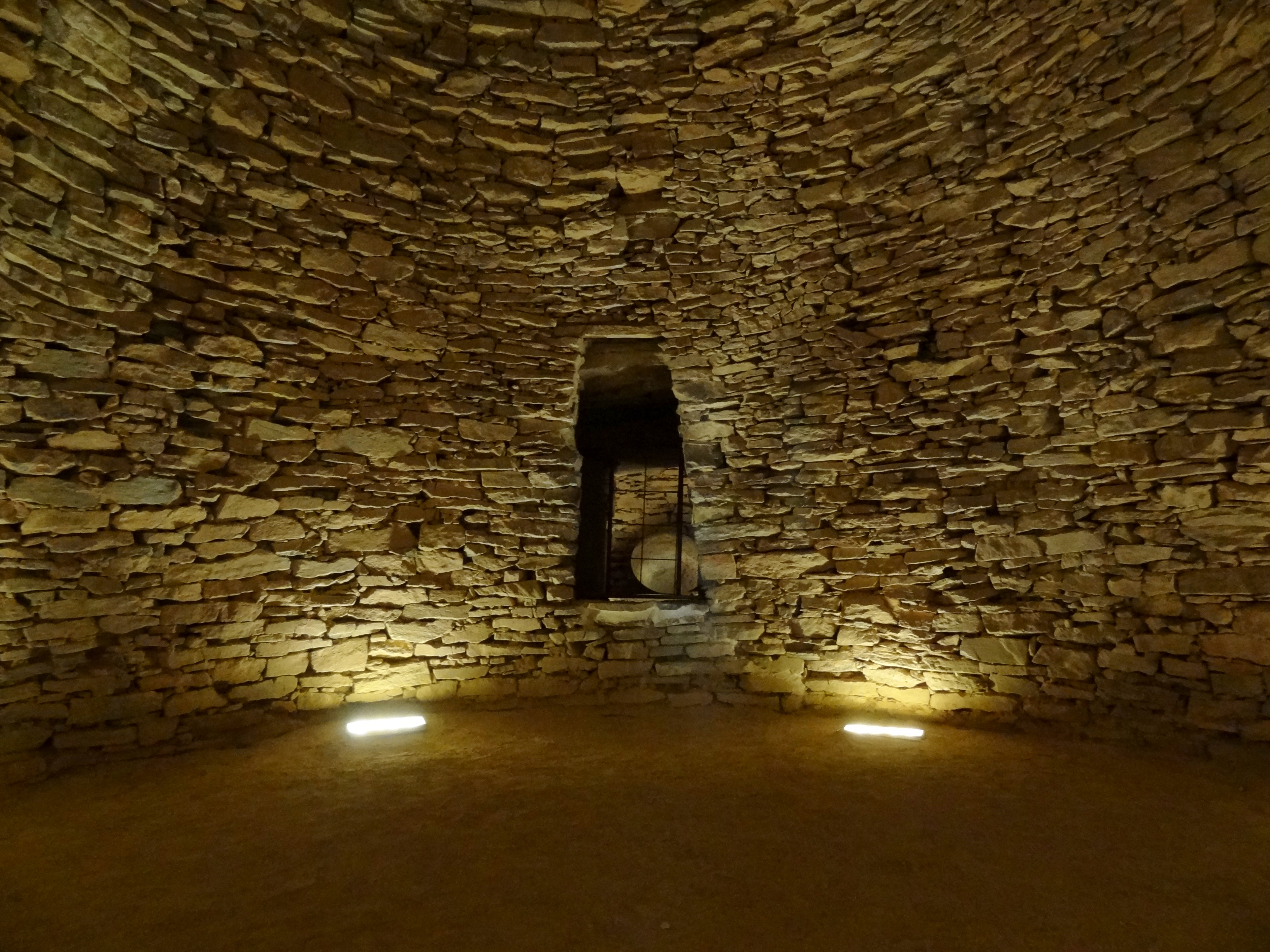
Dolmen de El Romeral
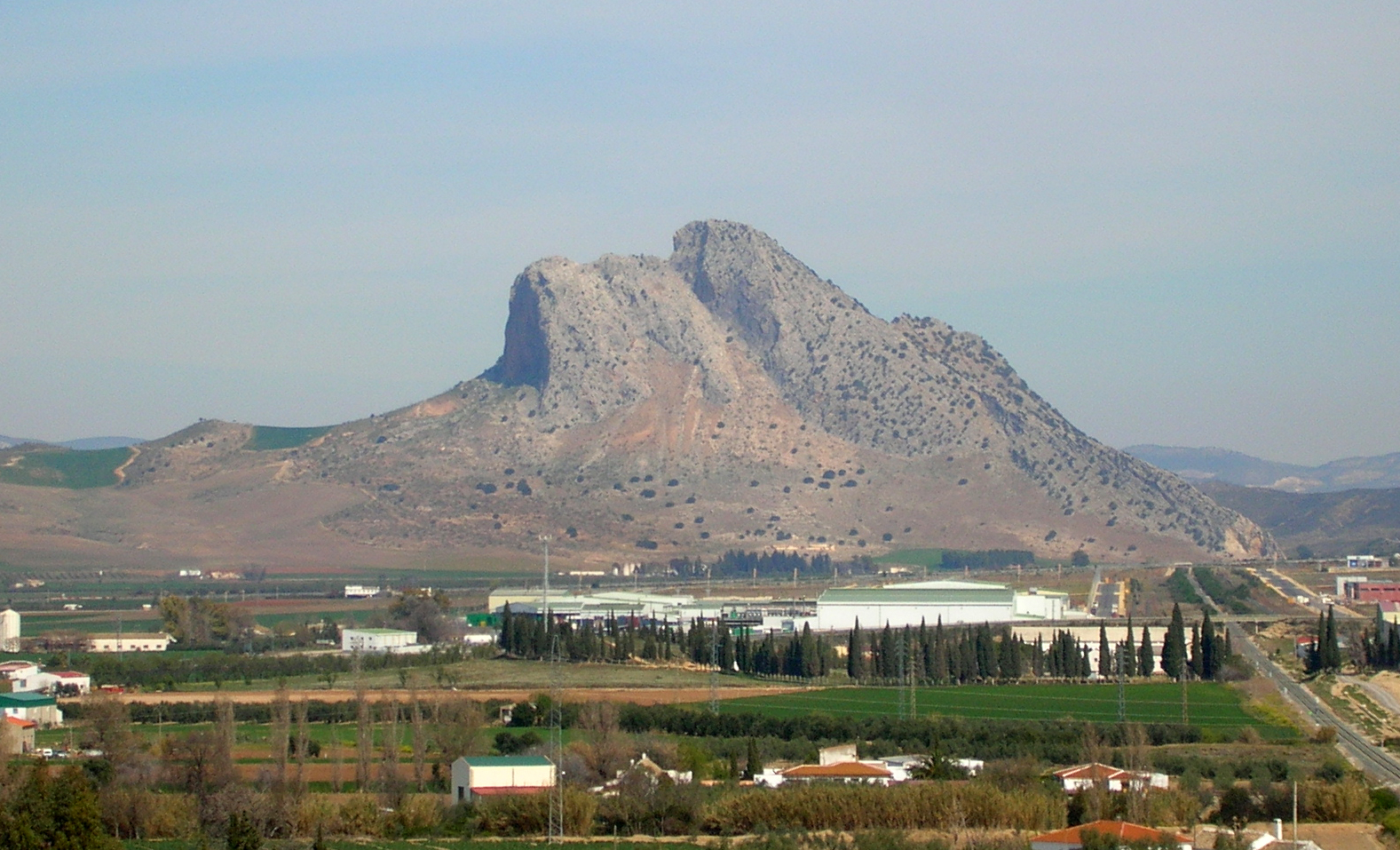
Peña de los Enamorados
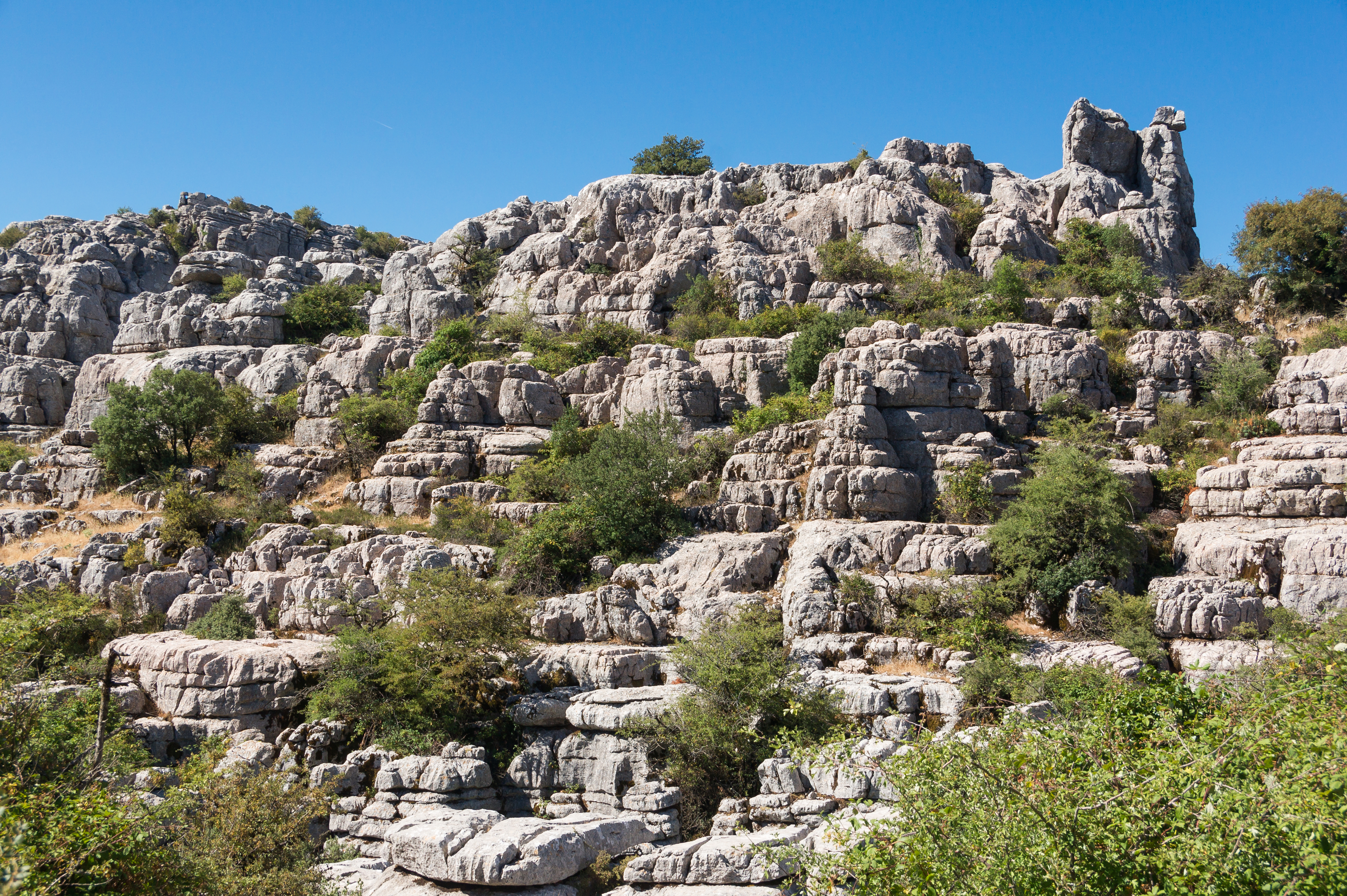
Torcal d'Antequera

## Antecedents
- 1986: visita del director general de la UNESCO, Amadou-Mahtar M'Bow, al conjunt dolmènic a invitació del director general de Béns Culturals, Bartolomé Ruiz González.
- 1997: es redacta la primera proposta de declaració del Conjunt Arqueològic Dòlmens de Antequera.

## Cronologia de la candidatura
- 2009: aprovació per unanimitat per part del Parlament d'Andalusia d'una Proposició no de Llei que insti al Consell de Govern de la Junta d'Andalusia a l'inici de l'expedient.[6][7][8]
- 2011: se celebra a Antequera el Seminari sobre Megalitisme i Convenció de Patrimoni Mundial, organitzat per la UNESCO, el Govern d'Espanya i la Junta d'Andalusia en l'àmbit de treball del Programa Temàtic de Patrimoni Mundial HEADS. Evolució Humana: Adaptacions, Migracions i Desenvolupaments Socials, en marxa des de l'any 2008. Investigadors nacionals i internacionals (especialistes en prehistòria, conservació, arqueoastronomia, paisatge, art rupestre, geologia) i gestors de llocs de Patrimoni Mundial es reuneixen amb l'objectiu de valorar el megalitisme com a fenomen universal i debatre la teoria i pràctiques contemporànies en gestió, conservació, investigació i difusió.
- 2011: la Junta d'Andalusia, a proposta de la directora general de Béns Culturals, Margarita Sánchez Romero, eleva al Consell del Patrimoni Històric Espanyol la candidatura per remetre-la a la UNESCO.
- 2012: la UNESCO inclou el Lloc dels Dòlmens d'Antequera en la Llista Indicativa del Patrimoni Mundial.[9]
- 2014: el Consell del Patrimoni Històric Espanyol ratifica la proposta com a única candidatura espanyola per al 2015 a la Llista Representativa del Patrimoni Mundial de la UNESCO.[10][11][12]
- 2015: es presenta la proposta definitiva al Govern d'Espanya, que la remet a la UNESCO.[13] Al setembre té lloc la Missió d'Avaluació[14][15][16] per part de l'arqueòloga Margaret Gowen, designada per ICOMOS com a responsable, i al desembre el panell d'experts d'ICOMOS es reuneix a París[17][18] i n'emet un primer informe;[19] sol·licita l'aclariment d'alguns punts.[20]
- 2016: al febrer el Govern d'Espanya lliura la documentació sol·licitada[21][22] i l'ICOMOS emet al maig l'informe definitiu d'avaluació, valorant positivament la candidatura.[23][24] Durant la 40a sessió del Comitè de Patrimoni Mundial de la UNESCO realitzada a Istanbul (Turquia)[25][26] es va aprovar la seva inclusió en la Llista Representativa del Patrimoni Mundial d'UNESCO.[27][28][29][30][31][32][33][34]
- 2017: a l'entorn del 15 de juliol, data en la qual es commemora l'aniversari de la declaració dels Dòlmens d'Antequera com a Patrimoni Mundial, la ciutat celebra el festival de llums i so Antequera Light Fest.[35]